# Warren Christopher
Warren Minor Christopher (Scranton, Dakota del Norte; 27 de octubre de 1925-Los Ángeles, California; 18 de marzo de 2011) fue un abogado y diplomático estadounidense. Durante la primera presidencia de Bill Clinton, Christopher fue el 63.º secretario de Estado de los Estados Unidos.
Se graduó del Secundario de Hollywood y recibió el título de "Magna cum laude" (graduado con honor) de la Universidad del Sur de California en febrero de 1945.
Desde julio de 1943 a septiembre de 1946 prestó servicios a la reserva naval de los Estados Unidos, con actividades en la Guerra del Pacífico. Acudió a la Escuela de Derecho de Stanford desde e 1946 hasta 1949, donde fue fundador y presidente de la Revista de Leyes de Stanford, y fue elegido para la Orden del "Coif".
Desde octubre de 1949 hasta septiembre de 1950 Christopher sirvió como asistente legal a William O. Douglas de la Corte Suprema de los Estados Unidos. Trabajó para el bufete O'Melveny & Myers desde octubre de 1950 hasta junio de 1967, volviéndose socio en 1958. Sirvió como Segundo Abogado General de los Estados Unidos desde junio de 1967 hasta febrero de 1969, cuando volvió a O'Melveny & Myers.
Fue enterrado en el cementerio Forest Lawn Memorial Park de Los Ángeles.